# 맞짱 (영화)
"맞짱"(Matjjang)은 대한민국에서 제작된 차룡 감독의 2018년 액션, 범죄 영화이다. 최태환 등이 주연으로 출연하였다.

## 출연

### 주연
- 최태환
- 양은용
- 차룡